# Stilbotis
Stilbotis is een geslacht van vlinders van de familie Uilen (Noctuidae), uit de onderfamilie Noctuinae.

## Soorten
- S. babaulti Laporte, 1984
- S. basalis (Berio, 1978)
- S. berioi Laporte, 1984
- S. dubium (Berio, 1939)
- S. ezanai Laporte, 1984
- S. fumigera Laporte, 1977
- S. georgyi Laporte, 1984
- S. ikondae Berio, 1972
- S. isopleuroides (Berio, 1966)
- S. jouanini Laporte, 1975
- S. nigra Berio, 1962
- S. nigroides (Berio, 1972)
- S. persitriata (Berio, 1972)
- S. perspicua Berio, 1974
- S. pseudasciodes (Berio, 1977)
- S. rubra (Berio, 1977)
- S. ungemachi (Laporte, 1984)